# Nitokra affinis
Nitokra affinis är en kräftdjursart som beskrevs av Gurney 1927. Nitokra affinis ingår i släktet Nitokra och familjen Ameiridae.

## Underarter
Arten delas in i följande underarter:
- N. a. californica
- N. a. rijekana
- N. a. stygia
- N. a. affinis